# Cazillac
Cazillac ist eine Ortschaft und eine Commune déléguée in der französischen Gemeinde Le Vignon-en-Quercy mit 405 Einwohnern (Stand 1. Januar 2022) im Département Lot in der Region Okzitanien. Der Ort gehörte zum Arrondissement Gourdon und zum Kanton Martel.
Der Erlass vom 2. August 2018 legte mit Wirkung zum 1. Januar 2019 die Eingliederung von Cazillac als Commune déléguée zusammen mit der früheren Gemeinde Les Quatre-Routes-du-Lot zur Commune nouvelle Le Vignon-en-Quercy fest. Der Verwaltungssitz befindet sich in Les Quatre-Routes-du-Lot.
Der Name des Orts leitet sich von einem Landgut eines Casilius ab.
Die Einwohner werden Cazillacois und Cazillacoises genannt.

## Geographie
Cazillac liegt circa 35 km nordöstlich von Gourdon in der historischen Provinz Quercy am nördlichen Rand des Départements.
Umgeben wird Cazillac von fünf Nachbargemeinden und einer Commune déléguée von Le Vignon-en-Quercy:
|         | Cressensac-Sarrazac                         | Cavagnac                                       |
| Cuzance | Kompassrose, die auf Nachbargemeinden zeigt | Les Quatre-Routes-du-Lot (Le Vignon-en-Quercy) |
|         | Martel                                      | Strenquels                                     |

Cazillac liegt im Einzugsgebiet des Flusses Dordogne. Der Ruisseau de Rionet, ein Nebenfluss des Vignon, durchquert das Gebiet der Gemeinde.

## Geschichte
Vor 1806 wurden die Gemeinden Lasvaux und Paunac eingegliedert. Im Jahre 1912 wurde die benachbarte Gemeinde Les Quatre-Routes-du-Lot gegründet. Dabei wurde ein Teil des Gemeindegebiets von Cazillac an die neue Gemeinde abgetreten.

## Einwohnerentwicklung
Nach Beginn der Aufzeichnungen stieg die Einwohnerzahl bis zur Mitte des 19. Jahrhunderts auf einen Höchststand von rund 1.380. In der Folgezeit sank die Größe der Gemeinde bei kurzen Erholungsphasen insbesondere nach dem Ersten Weltkrieg bis zu den 1970er Jahren auf 310 Einwohner, bevor eine Phase mit moderatem Wachstum einsetzte, die in jüngster Zeit wieder stagnierte.
| Jahr      | 1962 | 1968 | 1975 | 1982 | 1990 | 1999 | 2006 | 2011 | 2022 |
| --------- | ---- | ---- | ---- | ---- | ---- | ---- | ---- | ---- | ---- |
| Einwohner | 397  | 335  | 310  | 333  | 326  | 345  | 390  | 433  | 405  |

## Sehenswürdigkeiten

### KircheSaint-Côme et Saint-Damienin Paunac
Der Ort Paunac wird im 10. Jahrhundert im Kopialbuch der Abtei in Beaulieu mehrfach erwähnt. Eine Spende im Jahre 887 betraf eine Kirche, die zu Ehren des heiligen Petrus in Paunac gegründet wurde. Im 12. Jahrhundert erschien die Kirche immer noch unter den Gütern, die der Vizegraf Ebolus der Abtei von Beaulieu gestiftet hatte. Die Gemeinde war Teil des Erzpriestertums von Gignac. Im Jahre 1848 wurde die Kirche im neugotischen Stil neu gebaut. Das Gebäude besteht aus einem Kirchenschiff, dem ein schmaleres Joch mit einem hohen viereckigen Glockenturm vorangestellt ist. Der Chor, der durch eine gerade Wand abgeschlossen ist, hat die gleiche Breite wie das Kirchenschiff. Die Jochen sind mit einem Kreuzrippengewölbe versehen, die durch breite Doppelbögen voneinander getrennt sind. Der extrem sachliche Charakter des Äußeren wird durch den farbenfrohen Reichtum der Malerei, die die Wände innen schmückt, aufgehoben.

### PfarrkircheNotre-Dame-de-la-Nativitéin Lasvaux
Die Gemeinde wurde bereits im 12. Jahrhundert im Kopialbuch des Klosters von Tulle erwähnt, der Pfarrer von Lasvaux wird in einem Dokument von 1170 im Kopialbuch des Klosters Obazine. Ein Kapitell eines Pfeilers, das als Fuß eines Weihwasserbeckens wiederverwendet wird und dessen ursprüngliche Funktion unbekannt ist, kann auf die erste Hälfte des 12. Jahrhunderts datiert werden. Es ist bildhauerisch bearbeitet und zeigt auf vier Seiten Szenen aus der Kindheit von Jesus, Verkündigung des Herrn, Geburt und Flucht nach Ägypten sowie die personifizierte Habgier, dargestellt mit einem Geldbeutel um den Hals.
Die Kirche hingegen ist nicht älter als die zweite Hälfte des 12. Jahrhunderts. Die Inschrift „LE 20 IVN 1623“, die auf dem Gesims der fünfeckigen Apsis eingraviert ist, weist auf Reihe von Arbeiten im 17. Jahrhundert hin. Die Erhöhung des Glockengiebels fällt in diese Periode, zumal eine Glocke aus dem Jahr 1620 stammt. Die südliche Seitenkapelle wurde 1872 hinzugefügt und das Kirchenschiff, das eine Länge von vier Jochen aufweist, mit einer Decke versehen. Im 19. Jahrhundert wurde der Glockengiebel erneut erhöht.
Ein dreifach gewölbtes Eingangsportal wird von einer Archivolte eingerahmt, die mit vierblättrigen Blumen verziert ist. Es öffnet sich in einem Vorbau, dessen Gesims auf einer Reihe von Konsolen, Akrobaten und besonders ausdrucksvollen Fratzen ruhen. Die Kreativität des romanischen Bildhauers zeigt sich auch an den Konsolen der Apsis und des Langhauses. Im Inneren sind die Wände des Chors mit einer dicken Gipsschicht bedeckt, die die romanischen Elemente abdeckt. Die meisten Kapitelle und Sockel der Säulen sind ebenfalls aus Gips gearbeitet. Im Kirchenschiff sind Spuren eines Litre funéraire zu erkennen.
Die Kirche ist seit dem 2. März 1965 als Monument historique klassifiziert.

### Burgruine
Die Burg wurde vermutlich am Ende des 12. Jahrhunderts errichtet. Eine Befestigung war ursprünglich der Sitz eines Vikariats, bevor sie anschließend zur Vizegrafschaft von Brassac gehörte, das im 12. Jahrhundert an die Vizegrafschaft Turenne verkauft wurde. Die Adelsfamilie Cazillac war seit dem frühen 13. Jahrhundert bekannt. Nach der Einnahme der Burg durch englische Truppen, angeführt von Ramont del Sort im Jahre 1390, ordnete der Vizegraf von Turenne seine Schleifung an. Der Baron von Cazillac führte diese Anweisung jedoch nicht aus. Allerdings wurde die Festung endgültig aufgegeben.
Das Fundament des Bergfrieds, der auf dem Felsen errichtet worden war, befindet sich auch heute noch auf dem Hügel. Er ist aus Werksteinen erbaut, besaß aber keine Strebepfeiler. Die nordöstlich gelegeneEsplanade entspricht dem früheren Innenhof der Burg.

### Herrenhaus Paunac
Das im 15. Jahrhundert errichteten Haus bewahrte einen mittelalterlichen Teil mit einem runden Turm, der aus der westlichen Fassade herausspringt und mit einer einfachen Schießscharte versehen ist. Das Herrenhaus gehörte zum Baronat von Cazillac, dessen Eigentümer im 15. Jahrhundert die Familie Antissac waren. Im Jahre 1638 gelangte der Besitz in die Hände der Familie Estresse, die ihn bis zur Französischen Revolution behielt. Das Herrenhaus ist in Privatbesitz und der Öffentlichkeit nicht zugänglich.

### Herrenhaus Sauvat
Anhand der Fundamente seines Kellers lässt sich die Errichtung auf das 15. Jahrhundert datieren. Sein Grundriss ist typisch für Anwesen des Quercy aus dieser Zeit. Es handelt sich um einen rechteckigen Wohntrakt, an dessen Hauptfassade ein Treppenturm mit dem einzigen Eingang vorsteht. An einem unbekannten Datum erfuhr das Herrenhaus eine Veränderung, als sein Turm auf die Höhe des Wohntrakts gekürzt wurde. Wahrscheinlich im 18. Jahrhundert wurden Turm und Haus mit einem Schieferdach in Form eines Mansarddachs neu gedeckt. Der Eingang des Turms hat einige Überreste seiner ursprünglichen Verzierung behalten, der Kielbogen musste zu einem Zeitpunkt wiederhergestellt worden sein. Gegen 1650 besaß die Familie Lendou das Lehen, anschließend von 1664 bis 1711 die Familie Arligue. Von 1763 bis 1779 war es im Besitz eines Notars, Maitre Charazac. Auch dieses Herrenhaus ist in Privatbesitz und der Öffentlichkeit nicht zugänglich.